# Yuri losifovich Bogatikov

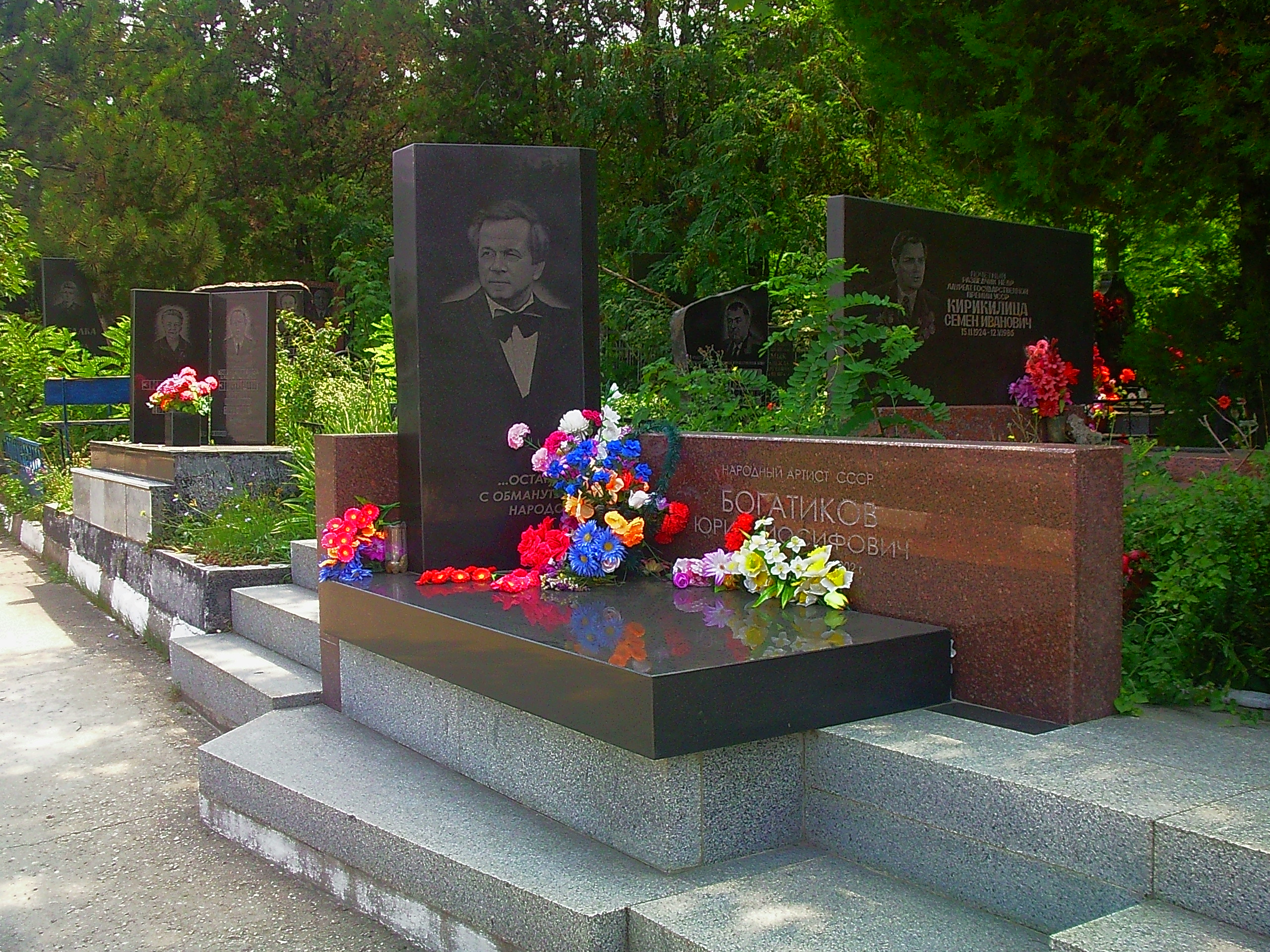
Mộ phần của Bogatikov ở Simferopol, Krym

Yuri losifovich Bogatikov (tiếng Nga: Ю́рий Ио́сифович Бога́тиков; 29 tháng 2 năm 1932 - 8 tháng 12 năm 2002) là một ca sĩ giọng baritone của Liên Xô và Ukraina. Năm 1985, ông được phong tặng danh hiệu Nghệ sĩ Nhân dân Liên Xô. Danh sách tiết mục của ông bao gồm hơn 400 bài hát. Ông là người đầu tiên biểu diễn các bài hát như "Tôi xa Donbass lâu rồi" ("Давно не бывал я в Донбассе", sáng tác: Bogoslovsky), "Hãy nói chuyện" ("Давай, поговорим", sáng tác: Hanok), "Đừng đánh mất nhiệt huyết" ("Не остуди своё сердце, сынок", sáng tác: Migulya), "Nhớ ban nhạc trung đoàn" ("Воспоминание о полковом оркестре", sáng tác: Gulyaev).